# Sowietskij (rejon timaszowski)
Sowietskij (ros. Советский) – osiedle w Rosji, w Kraju Krasnodarskim, w rejonie timaszowskim. W 2010 liczyło 1931 mieszkańców.